# أوين كونلي
أوين كونلي (بالإنجليزية: Owen Connelly)‏ هو مؤرخ عسكري أمريكي، ولد في 29 يناير 1924 في مورغانتون في الولايات المتحدة، وتوفي في 12 يوليو 2011.